# Scott Norton
Scott Michael Norton (Minneapolis, 15 giugno 1961) è un ex wrestler statunitense.
È noto per aver lottato nella World Championship Wrestling (WCW) e nella New Japan Pro-Wrestling (NJPW). Durante il suo periodo nella WCW è stato membro del New World Order, una delle stable più famose della storia del wrestling. È inoltre noto per essere stato un buon wrestler di coppia, avendo lottato in tag team con Ice Train nei "Fire and Ice" e con Buff Bagwell nei "Vicious & Delicious".

## Carriera

### World Championship Wrestling (1993)
Nel 1993 Norton ritornò negli Stati Uniti e firmò un contratto con la World Championship Wrestling. I promotori inizialmente cercarono di presentare Norton al pubblico come heel rivale di Sting, ma Norton lasciò la federazione prima di Slamboree 1993 e fu rimpiazzato da The Prisoner.

### World Championship Wrestling (1995–1999)
Norton tornò nella WCW nel settembre 1995, dove ebbe un breve feud con Shark, dopo che questi aveva inavvertitamente aiutato Randy Savage a sconfiggerlo nella puntata dell'11 settembre di WCW Monday Nitro.

#### Fire and Ice (1996)
Durante una puntata di WCW Saturday Night, Norton si trovò ad affrontare sul ring Ice Train. La contesa terminò in un nulla di fatto con un doppio conteggio fuori dal ring. Dopo il match, i due si strinsero la mano e Norton spiegò all'annunciatore Gene Okerlund di sentirsi dentro che i due avrebbero potuto essere un formidabile tag team insieme grazie al loro simile stile di combattimento. Il duo fu denominato Fire and Ice ("fuoco e ghiaccio"). All'evento Slamboree, Norton & Ice Train sconfissero l'improvvisato team composto da Big Bubba Rogers & Stevie Ray. La coppia avanzò alla "Lord of The Ring" battle royal, ma nessuno dei due riuscì a vincere il match.
Al PPV The Great American Bash, Fire and Ice affrontarono gli Steiner Brothers. Le due coppie avevano in corso una sorta di mini-feud, dato che entrambi i team cercavano di dimostrare di essere i più potenti fisicamente della federazione. Vinsero gli Steiner Brothers, ma Fire and Ice non sfigurarono. Dopo una sconfitta rimediata da The Rock 'n' Roll Express a Bash at the Beach, cominciarono i dissensi tra i due, sfociati in seguito in vera guerra quando Norton aggredì Ice Train dopo un'altra sconfitta. Norton sconfisse Ice Train all'evento Hog Wild in un submission match, ma perse con lui nel rematch un mese dopo.
Quando Fire and Ice si divisero, Norton divise il suo tempo tra WCW e NJPW, riscuotendo maggior successo in Giappone rispetto che nella WCW, soprattutto nella divisione tag team. Norton & Shinya Hashimoto conquistarono la Super Grade Tag League nel 1996 sconfiggendo Keiji Muto & Rick Steiner in finale.

#### New World Order & Vicious and Delicious (1996–1999)
Alla fine del 1996 entrò a far parte della fazione New World Order (nWo), rivitalizzando la sua carriera in WCW dopo lo scioglimento dei Fire and Ice. Nell'nWo, Norton fece coppia con Buff Bagwell in un tag team chiamato "Vicious and Delicious". Il duo ebbe un feud con gli Steiner Brothers, ma non riuscì mai a vincere le cinture di coppia WCW.
Durante il periodo trascorso nell'nWo, Norton viaggiò avanti e indietro in Giappone per lottare nella NJPW, dove era membro dell'nWo Japan. Il 23 settembre 1998 conquistò il vacante IWGP Heavyweight Championship sconfiggendo Yuji Nagata. Detenne il titolo IWGP Heavyweight per quattro mesi prima di cederlo a Keiji Muto. Norton è uno degli unici nove occidentali ad essere stati campioni IWGP.
In seguito il suo ruolo in WCW si ridimensionò sempre più, entrando a far parte della "sezione B" dell'nWo, che spesso lo confinò in match di secondaria importanza; pur continuando a sconfiggere frequentemente dei jobber. Mentre nella NJPW, era considerato un nome importante ed era costantemente in competizione per il titolo mondiale, in WCW non venne più preso in considerazione come main eventer e lasciò la compagnia nel 1999 dopo aver perso un match con Goldberg il 30 settembre a Thunder.

## Titoli e riconoscimenti
- New Japan Pro-Wrestling
  - IWGP Heavyweight Championship (2)[13]
  - IWGP Tag Team Championship (2) – con Tony Halme (1) e Hercules Hernandez (1)[14]
  - G1 Tag League (1999) – con Keiji Muto[15]
  - Super Grade Tag League (1996) – con Shinya Hashimoto[16]
  - Greatest Gaijin MVP (2002)[17]
- Oregon Pro Wrestling Federation
  - OPWF Heavyweight Championship (1)
- Pacific Northwest Wrestling
  - NWA Pacific Northwest Heavyweight Championship (1)[18]
- Pro Wrestling Illustrated
  - 47º tra i 500 migliori wrestler singoli nella PWI 500 (1993)[19]
- Western Alliance Entertainment
  - WAE Heavyweight Championship (1)
- Wrestling Observer Newsletter
  - Best Gimmick (1996) – nWo
  - Feud of the Year (1996) New World Order vs. World Championship Wrestling